# AC Monza
Die Associazione Calcio Monza, kurz AC Monza oder Monza, ist ein 1912 gegründeter italienischer Fußballverein aus der lombardischen Stadt Monza.
Weitere Bezeichnungen sind I Biancorossi („Die Weiß-Roten“) und I Brianzoli („Die Brianzoli“).
Die Heimspielstätte ist das rund 17.000 Zuschauer fassende U-Power Stadium. Als Trainingsgelände dient dem Verein das Centro sportivo Monzello, das sich im Norden der Stadt Monza befindet.

## Geschichte

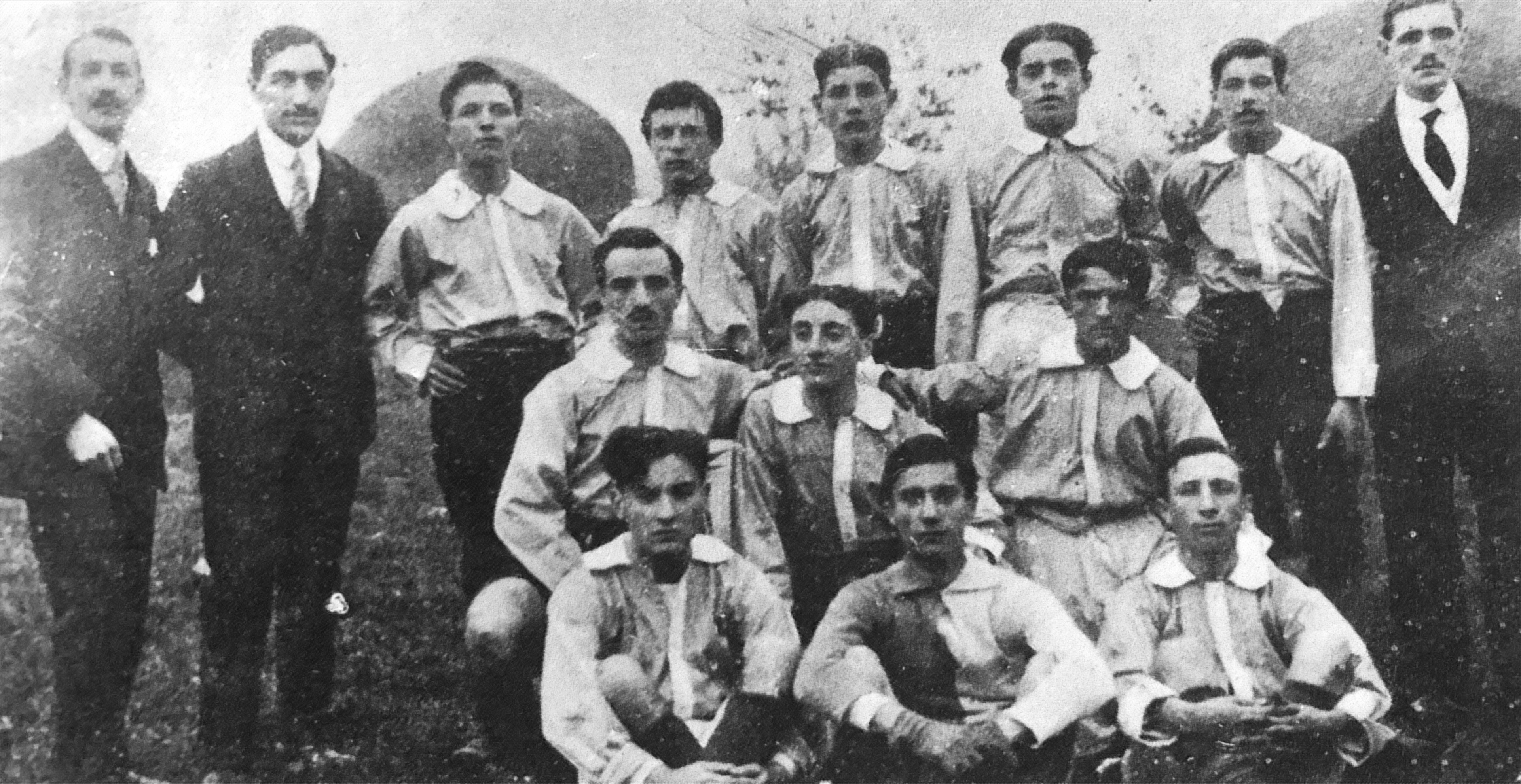
Gründerväter und Mannschaft der Associazione Calcio Monza (1912)

Durch eine Fusion zwischen Pro Monza und Pro Italia entstand 1913 die Associazione Calcio Monza. Monza spielte bisher insgesamt 40 Spielzeiten in der Serie B. Dabei gelang es dem Verein jedoch nie, in die höchste italienische Liga, die Serie A, aufzusteigen. Die AC Monza Brianza gewann bisher vier Austragungen der Coppa Italia Serie C und ist damit der Rekordpokalsieger in diesem Wettbewerb.
Größter internationaler Erfolg war 1976 der Sieg im englisch-italienischen Pokal, als der FC Wimbledon mit 1:0 im Finale besiegt wurde.
2009 wurde der Verein vom niederländischen Nationalspieler Clarence Seedorf gekauft. Am Kauf beteiligt waren zudem der ehemalige Inter Mailand Spieler Giuseppe Bergomi sowie Salvo Zangari, seines Zeichens Chef der Firma Reply. Im April 2013 wurde der Verein von dem englisch-brasilianischen Immobilienunternehmer Anthony Armstrong Emery übernommen. 2015 wurde der Verein unter dem Namen SSD Monza 1912 neu gegründet.
Im September 2018 erwarb die Fininvest S.p.A., die Finanzholding von Silvio Berlusconi, den Fußballklub.

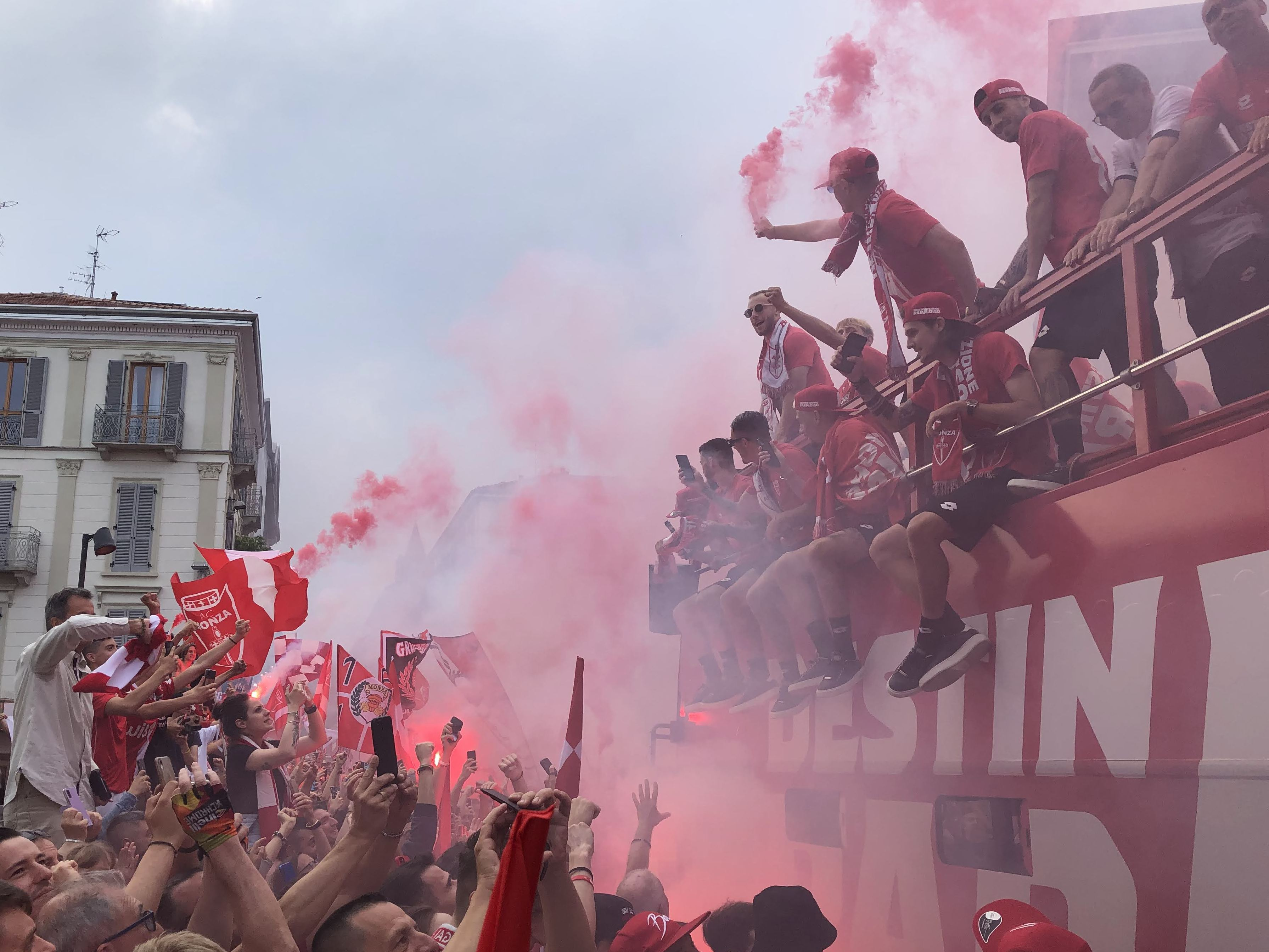
Mannschaft und Anhänger der AC Monza feiern den erstmaligen Aufstieg in die Serie A (2022)

2020 gelang nach 19 Jahren die Rückkehr in die Serie B. Zur Saison 2022/23 stieg die AC Monza erstmals in die Serie A auf.

### Vereinsfarben und -wappen
Das heutige Vereinswappen kombiniert die Farben des Vereins mit dem Wappen der Stadt Monza, es zeigt die Eiserne Krone über einem roten Schild auf welchem sich der Vereinsname sowie ein stilisiertes Schwert der Visconti befindet.

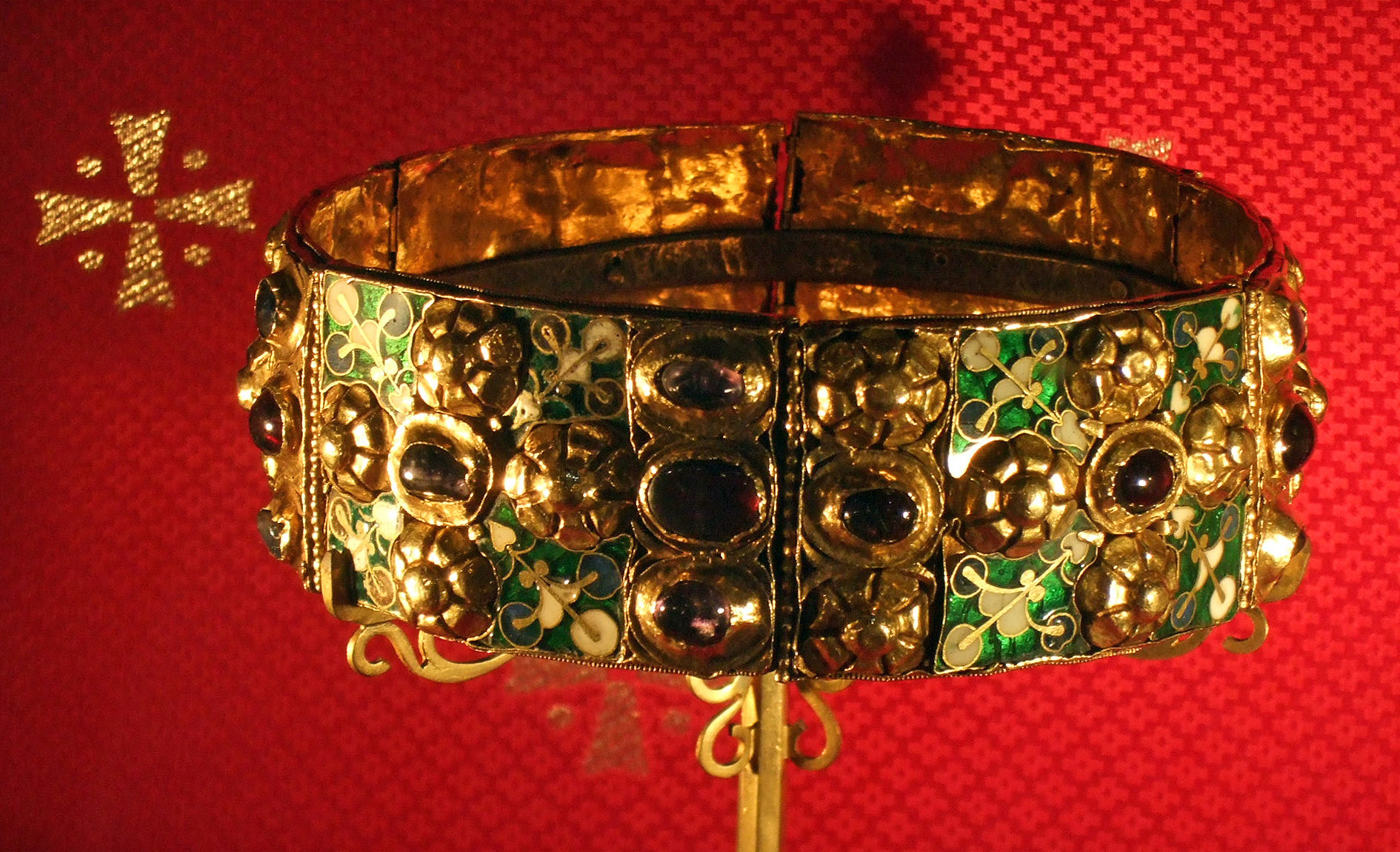
Die Eiserne Krone, ein stetiges Symbol der AC Monza
2004 bis 2013
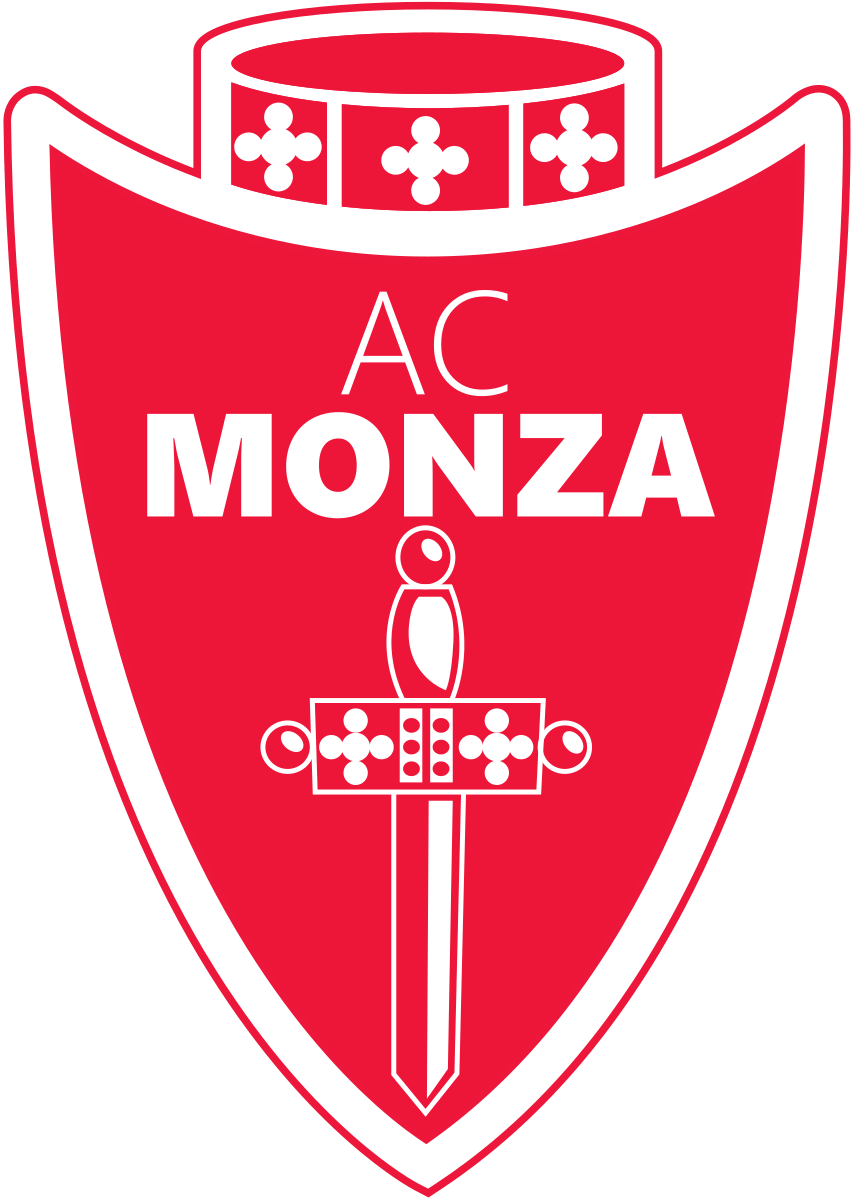
Seit 2019

## Personal

### Aktueller Kader der Saison 2024/25
Stand: 28. Mai 2025
| Nr. |                | Position | Name                                              |
| --- | -------------- | -------- | ------------------------------------------------- |
| 2   | Schweden       | AB       | Arvid Brorsson                                    |
| 3   | Serbien        | AB       | Stefan Leković (Leihe von FK Roter Stern Belgrad) |
| 4   | Italien        | AB       | Armando Izzo                                      |
| 5   | Italien        | AB       | Luca Caldirola                                    |
| 6   | Italien        | MF       | Roberto Gagliardini                               |
| 7   | Elfenbeinküste | MF       | Jean-Daniel Akpa Akpro (Leihe von Lazio Rom)      |
| 8   | Polen          | MF       | Kacper Urbański (Leihe von FC Bologna)            |
| 10  | Italien        | ST       | Gianluca Caprari                                  |
| 11  | Italien        | MF       | Gaetano Castrovili (Leihe von Lazio Rom)          |
| 12  | Italien        | MF       | Stefano Sensi                                     |
| 13  | Portugal       | AB       | Pedro Pereira                                     |
| 17  | Senegal        | ST       | Keita Baldé                                       |
| 18  | Italien        | MF       | Kevin Zeroli (Leihe von AC Mailand)               |
| 19  | Italien        | AB       | Samuele Birindelli                                |
| 20  | England        | ST       | Omari Forson                                      |
| 21  | Italien        | TW       | Semuel Pizzignacco                                |

| Nr. |                | Position | Name                                     |
| --- | -------------- | -------- | ---------------------------------------- |
| 22  | Argentinien    | AB       | Tomás Palacios (Leihe von Inter Mailand) |
| 30  | Italien        | TW       | Stefano Turati (Leihe von US Sassuolo)   |
| 32  | Italien        | MF       | Matteo Pessina                           |
| 33  | Italien        | AB       | Danilo D’Ambrosio                        |
| 35  | Kongo Republik | ST       | Silvère Ganvoula                         |
| 37  | Italien        | ST       | Andrea Petagna                           |
| 42  | Italien        | MF       | Alessandro Bianco (Leihe von AC Florenz) |
| 44  | Italien        | AB       | Andrea Carboni                           |
| 47  | Portugal       | ST       | Dany Mota                                |
| 55  | Italien        | ST       | Kevin Martins                            |
| 57  | Italien        | MF       | Leonardo Colombo                         |
| 69  | Italien        | TW       | Andrea Mazza                             |
| 77  | Griechenland   | AB       | Giorgos Kyriakopoulos                    |
| 80  | Italien        | MF       | Samuele Vignato                          |
| 84  | Italien        | ST       | Patrick Ciurria                          |

### Hall of Fame
Die folgenden Personen führte der Verein 2022 in seiner vereinsinterne Hall of Fame.
- Francesco Antonioli (1986–1988)
- Evaristo Beccalossi (1985–1986)
- Ariedo Braida (1975–1977)
- Marco Branca (2000–2001)
- Ruben Buriani (1974–1977)
- Pierluigi Casiraghi (1985–1989)
- Luciano Castellini (1965–1970)
- Alessandro Costacurta (1986–1987)
- Walter De Vecchi (1975–1978)
- Luigi Di Biagio (1989–1992)
- Patrice Evra (1999–2000)
- Maurizio Ganz (1988–1989)
- Jean-François Gillet (1999–2000)
- Nils Liedholm (1968–1969)
- Daniele Massaro (1978–1981)
- Paolo Monelli (1978–1981)
- Emiliano Mondonico (1970–1971)
- Giulio Nuciari (1988–1989)
- Davide Pinato (1983–1988)
- Felice Pulici (1977–1978)
- Luigi Radice (1969–1970)
- Anselmo Robbiati (1987–1993, 2004–2005)
- Fulvio Saini (1980–1998)
- Claudio Sala (1965–1967)
- Patrizio Sala (1973–1975)
- Giovanni Stroppa (1987–1989)
- Giuliano Terraneo (1974–1977)
- Marco Zaffaroni (2004–2008)

### Ehemalige Trainer
- Technisches Komitee (1912–1927)
- Cesare Lovati (1928–1929)
- Ettore Reynaudi (1929–1930)
- Technisches Komitee (1930–1935)
- Leopoldo Conti (1935–1936)
- Silvio Stritzel (1936–1937)
- Angelo Albertoni (1937–1938)
- Leopoldo Conti (1938–1939)
- Alessandro Scarioni (1939–1940)
- Angelo Piffarerio (1940–1942)
- Mario Antonioli (1942–1943)
- Angelo Piffarerio (1945–1947)
- Luigi Bonizzoni (1947–1948)
- Oreste Barale (1948–1949)
- Annibale Frossi (1949–1953)
- Fioravante Baldi (1953–1954)
- Carlo Alberto Quario (1954–1955)
- Pietro Rava (1955–1956)
- Eraldo Monzeglio (1956)
- Bruno Arcari (1956–1958)
- Pietro Rava (1958–1959)
- Manlio Cipolla (1959)
- Attilio Kossovel (1959–1960)
- Hugo Lamanna (1960–1964)
- Vittorio Malagoli (1964–1965)
- Vincenzo Rigamonti (1965–1966)
- Bruno Dazzi (1966)
- Luigi Radice (1966–1968)
- Bruno Dazzi (1968)
- Nils Liedholm (1968–1969)
- Luigi Radice (1969–1971)
- Franco Viviani (1971–1973)
- Gino Pivatelli (1973)
- Mario David (1973–1975)
- Alfredo Magni (1975–1980)
- Sergio Carpanesi (1980)
- Lamberto Giorgis (1980–1981)
- Franco Fontana (1981–1982)
- Guido Mazzetti (1982–1983)
- Alfredo Magni (1983–1986)
- Paolo Carosi (1986)
- Antonio Pasinato (1986–1987)
- Pierluigi Frosio (1987–1990)
- Franco Varrella (1990–1991)
- Giovanni Trainini (1991–1993)
- Nedo Sonetti (1993–1994)
- Simone Boldini (1994–1996)
- Giorgio Rumignani (1996–1997)
- Luigi Radice (1997)
- Bruno Bolchi (1997–1998)
- Pierluigi Frosio (1998–2000)
- Roberto Antonelli (2000–2001)
- Gaetano Salvemini (2001)
- Simone Boldini (2001)
- Romano Cazzaniga (2001)
- Roberto Antonelli (2001–2002)
- Romano Cazzaniga (2002)
- Simone Boldini (2002)
- Oscar Piantoni (2002–2003)
- Massimo Pedrazzini (2003–2004)
- Giovanni Trainini (2004–2005)
- Antonio Sala (2005)
- Giuliano Sonzogni (2005–2007)
- Giovanni Pagliari (2007–2008)
- Dario Marcolin (2008)
- Giuliano Sonzogni (2008–2009)
- Roberto Cevoli (2009–2010)
- Alessio De Petrillo (2010)
- Corrado Verdelli (2010–2011)
- Gianfranco Motta (2011–2012)
- Antonino Asta (2012–2014)
- Fulvio Pea (2014–2015)
- Alessio Delpiano (2015–2016)
- Sandro Salvioni (2016)
- Alessio Delpiano (2016)
- Marco Zaffaroni (2016–2018)
- Cristian Brocchi (2018–2021)
- Giovanni Stroppa (2021–2022)
- Raffaele Palladino (2022–2024)
- Alessandro Nesta (2024, 2025–)
- Salvatore Bocchetti (2024–2025)